# 伏見宮邦家親王
伏見宮邦家親王（日语：／，1802年11月19日—1872年9月7日）是江戶幕府晚期的日本皇族，伏見宮第20代以及第23代當主。伏見宮貞敬親王第一王子，北朝崇光天皇的十四世孫。幼名睦宮（日语：／）。邦家親王是1947年臣籍降下時，被剝奪皇族資格的11宮家成員的共同祖先；他的曾孫女香淳皇后是上皇明仁的母親。

## 生平
文化14年（1817年），睦宮被光格天皇收為猶子並接受親王宣下，取名為邦家。同月元服，封為上野太守，位居三品。天保6年（1835年）和鷹司政熙之女鷹司景子結婚。天保12年（1841年）父貞敬親王薨逝後，繼承伏見宮。但是次年就讓位給第六王子、嫡長子睦宮（後取名貞教親王），自己則隱居出家，法名禪樂。
元治元年（1864年）還俗，再度成為伏見宮當主，並恢復邦家之名。之後其官階升至二品，成為式部卿。慶應4年（1868年），邦家親王位階升至一品。明治5年（1872年）3月，他和他的家人離開京都，一同遷往東京居住；同年把伏見宮當主一位讓給第十四王子、嫡三子貞愛親王之後隱居。不久薨逝，享壽71歳。

## 家族
邦家親王同妻子和九位女房育有17子15女。

### 父母
- 父：伏見宮貞敬親王（日语：伏見宮貞敬親王）
- 嫡母：一條輝子（1795–1828）
- 生母：入江誠子（押小路局）

### 妻妾
- 親王妃：鷹司景子（日语：鷹司景子）（1814–1892）
- 女房：藤木壽子
- 女房：上野壽野
- 女房：鳥居小路信子
- 女房：中村杣
- 女房：古山千惠
- 女房：近藤加壽尾
- 女房：堀内信子
- 女房：木村世牟子
- 女房：伊丹吉子

### 子
1. 庶長子：山階宮晃親王（1816–1898），幼名靜宮，母藤木壽子
2. 庶二子：聖護院宮嘉言親王（1821–1868），幼名多嘉宮，母上野壽野
3. 庶三子：讓仁入道親王（1824–1842），曼殊院門跡，幼名慥宮，母上野壽野
4. 庶四子：久邇宮朝彥親王（1824–1891），幼名富宮，母鳥居小路信子
5. 庶五子：微妙院（1832），母近藤加壽尾
6. 嫡長子：伏見宮貞教親王（1836–1862），幼名睦宮
7. 嫡二子：喜久宮（1842–1851）
8. 庶六子：小松宮彰仁親王（1846–1903），幼名豐宮，母堀内信子
9. 庶七子：北白川宮能久親王（1847–1895），幼名滿宮，母堀内信子
10. 庶八子：誠宮（1848–1853），母堀内信子
11. 庶九子：愛宮（1849–1851），母堀内信子
12. 庶十子：華頂宮博經親王（1851–1876），幼名隆宮，母堀内信子
13. 庶十一子：北白川宮智成親王（1856–1872），幼名泰宮，母伊丹吉子
14. 嫡三子：伏見宮貞愛親王（1858–1923），幼名敦宮
15. 庶十二子：清棲家教（日语：清棲家教）伯爵（1862–1923），1888年臣籍降下並受封伯爵、幼名六十宮，母伊丹吉子
16. 庶十三子：閑院宮載仁親王（1865–1945），幼名易宮，母伊丹吉子
17. 庶十四子：東伏見宮依仁親王（1867–1922），幼名定宮，母伊丹吉子

### 女
1. 庶長女：恆子女王（日语：二条恒子）（1826–1916），二條齊敬之妻、幼名岡宮，母上野壽野
2. 庶二女：順子女王（1827–1908），一条忠香之妻、幼名滿津宮，母中村杣
3. 庶三女：久我誓圓（1828–1910），久我通明養女、善光寺住持，幼名萬喜宮，母中村杣
4. 庶四女：和子女王（日语：大谷和子）（1829–1884），大谷光勝（日语：大谷光勝）之妻、幼名嘉惠宮，母古山千惠
5. 嫡長女：碌子女王（1839–1853），幼名光宮
6. 庶五女：菩提院（1843），母堀内信子
7. 庶六女：文秀女王（1844–1926），圓照寺門跡、幼名福喜宮，母木村世牟子
8. 嫡二女：則子女王（日语：徳川則子）（1850–1874），德川茂承侯爵之妻、幼名倫宮
9. 嫡三女：嘉世宮（1852–1853）
10. 庶七女：村雲日榮（1855–1920），九條尚忠、九條幸經（日语：九條幸經）養女，瑞龍寺門跡。幼名萬佐宮，母伊丹吉子
11. 嫡四女：利宮（1856–1858）
12. 庶八女：貴子女王（1857–1919），松平忠敬（日语：松平忠敬）之妻、幼名節宮，母伊丹吉子
13. 庶九女：歡樂院（1859），母伊丹吉子
14. 庶十女：多明宮（1860–1864），母伊丹吉子
15. 庶十一女：萬千宮（1869–1872），母伊丹吉子